# Casco (Maine)
Pour les articles homonymes, voir Casco.
Casco est une ville américaine située dans le Comté de Cumberland, dans le Maine. Selon le recensement de 2020, sa population est de 3 646 habitants.

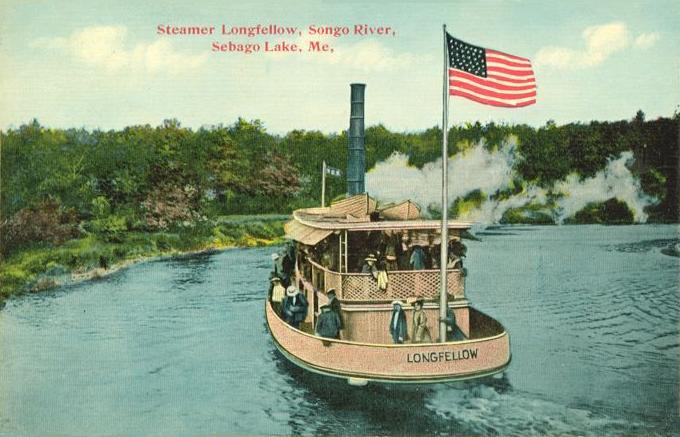
Bateau à vapeur Longfellow sur la rivière Songo en 1912